# Episodi di Madagascar - I 4 dell'oasi selvaggia (prima stagione)
La prima stagione di Madagascar - I 4 dell'oasi selvaggia è stata pubblicata negli Stati Uniti dal 7 settembre 2020 sui servizio on demand Peacock e Hulu e in Italia dal 14 al 28 dicembre su Frisbee.
| n° | Titolo originale             | Titolo italiano          | Diretto da                         | Scritto da                            | Pubblicazione USA | Pubblicazione Italia |
| -- | ---------------------------- | ------------------------ | ---------------------------------- | ------------------------------------- | ----------------- | -------------------- |
| 1  | The Bear Necessities         | L'orsetto indispensabile | Erik Kling                         | Dana Starfield                        | 7 settembre 2020  | 14 dicembre 2020     |
| 2  | Melman at the Movies         | Melman al cinema         | Naz Ghodrati-Azadi                 | Roxy Simons                           | 7 settembre 2020  | 14 dicembre 2020     |
| 3  | Everybody Loves a (Sea) Lion |                          | Erik Kling                         | Laura Zak                             | 7 settembre 2020  | 21 dicembre 2020     |
| 4  | Hippo Lake                   |                          | Naz Ghodrati-Azadi e Robert Briggs | Roxy Simons                           | 7 settembre 2020  | 21 dicembre 2020     |
| 5  | Best Fans Forever            |                          | Erik Kling                         | Benjamin Lapides                      | 7 settembre 2020  | 28 dicembre 2020     |
| 6  | Gloriasaurus                 |                          | Craig George                       | Adam Wilson e Melanie Wilson LaBracio | 7 settembre 2020  | 28 dicembre 2020     |